# キャンディーズ ファイナルカーニバル プラス・ワン
『キャンディーズ ファイナルカーニバル プラス・ワン』 (CANDIES FINAL CARNIVAL Plus One) は、1978年5月21日にリリースされた、キャンディーズの3作目で最後のライブ・アルバム。そしてすべての活動に終止符を打った作品である。

## 内容
- LP帯コピー：'78/4/4後楽園球場ライブ 涙の微笑がえし! 55,000人の熱狂!
- キャンディーズの解散コンサート「ファイナルカーニバル」の模様を収録したライブ・アルバム。
- LP・音楽テープ・CDとも全3枚（本）組で、Disk 3はスタジオ録音盤である。「Plus One」とはこのスタジオ録音盤を意味している。
- 1週だけだが、オリコンアルバムチャートで初登場1位を獲得した。
- LPでの発売（すなわち解散）から約7年後、1985年3月21日にCD化された。全3枚のライブ盤中、初CD化された作品であることのみならず、オリジナル・アルバムを含めた全LPリリース作品でも、最初にCD化されたタイトルが当アルバムである[1]。また、CD化されたキャンディーズのアルバムの中では最古の作品である。なお、オリジナル・アルバムのCD化が開始されるのは、さらに6年後となる1991年。この1991年は、元メンバーのスーこと田中好子が結婚した年であった。
- 2008年9月3日にリリースされたCD-BOX『キャンディーズ・タイムカプセル』に収納された紙ジャケット盤には、アポロン音楽工業からリリースされた本作の音楽テープのスタジオ録音盤収録曲「かーてん・こーる」（ラスト・シングル「微笑がえし」のB面曲）の別MIXがボーナス・トラックとして収録され、その音楽テープに特典として添付されたブックレット「ミニ・スケッチ&さよならメッセージ」がボックス内のブックレットに復刻掲載された。
- 1980年前後は、1970年代を旋風したアイドルスター歌手たちの引退・解散コンサートを実況録音したライブ盤が多くリリースされている。例としてキャンディーズ以降では、フォーリーブスの『GOOD BYE』（1978.10.21）、南沙織の『Good-by Cynthia』（1978.12.5）、山口百恵の『伝説から神話へ -BUDOKAN…AT LAST-』（1980.11.19）、ピンク・レディーの『さよならピンク・レディー』（1981.6.25）、石野真子の『BYE BYE MAKO LIVE 〜8月の太陽より燃えて〜』（1981.10.5）がある。

## ライブ詳細
- キャンディーズ 全国縦断ファイナルコンサート「ありがとうカーニバル」
  - 日程
    - 1978年3月18日：福岡・九電記念体育館
    - 1978年3月20日：石川県金沢市 金沢実践倫理記念会館
    - 1978年3月21日：名古屋市国際展示場
    - 1978年3月23日：広島県立体育館[2]
    - 1978年3月24日：岡山県体育館
    - 1978年3月26日：大阪フェスティバルホール
    - 1978年3月27日：新潟市体育館
    - 1978年3月31日：札幌・中島スポーツセンター
    - 1978年4月4日：後楽園球場（解散コンサート「ファイナルカーニバル」）
- 録音日：1978年4月4日

### 「ファイナルカーニバル」
4月4日、解散コンサート「ファイナルカーニバル」が行われた後楽園球場は、5万5000人ものファンで埋め尽くされた。17時開演予定だったが17分遅れで始まり、キャンディーズのバッグバンド「MMP」によるクール&ザ・ギャングの『Open Sesame』の演奏で幕を開けた。演奏が続く中、金色に輝く衣装をまとい松明を手にしたキャンディーズがステージの最上部に登場。オープニング曲は、洋楽カバーのアース・ウィンド・アンド・ファイアーの『Jupiter』(銀河の覇者)だった。『朝日のあたる家』、『ある愛の詩』、『宇宙のファンタジー』、『エピタフ』が導入された『GOING IN CIRCLES』などが続き、洋楽コーナーを終える。
日が暮れた頃、キャンディーズのオリジナル曲である『恋のあやつり人形』、『内気なあいつ』、『ハート泥棒』が披露される。最初のMCでコンサート時に個々の名前と愛称を名乗るいつもの挨拶を行い、自己紹介ソング『キャンディーズ』を歌唱。続けて『銀河系まで飛んでいけ！』、『黄色いビキニ』などのアルバム曲を数曲歌唱。スーのMCを挟んでキャンディーズのデビュー曲『あなたに夢中』に続いて、『そよ風のくちづけ』、『なみだの季節』などの初期ナンバーが披露された。
「ファイナルカーニバル」の2週間前に発売されたアルバム『早春譜』の曲コーナーになり、ラン、スー、ミキが自ら作詞作曲した曲を一人ずつ歌唱する。ミキが『買い物ブギ』、『エプロン姉さん（マキちゃんに捧げる唄）』、ランが『アンティック ドール』、『MOONLIGHT』、スーが『午前零時の湘南道路』、『私の彼を紹介します』を披露。ベールを纏ったウエディングドレス風の衣装に着替えたミキが再登場し、『おとうさん あなたへ』を歌った。途中から同じ衣装に着替えたランとスーも加わり、曲の最後に3人でセリフを言う感動的な演出でコーナーが締めくくられた。
お馴染みのシングル曲のコーナーの前半が始まり、『アン・ドゥ・トロワ』、『わな』が歌唱された。続けてファンからの人気が高い『哀愁のシンフォニー』が歌唱されると、サビでは観客席から一斉に無数の紙テープが投げられ、ファンのテンションも最高潮に達した。『悲しきためいき』に続けて3人からMMPへ謝辞が述べられ、バンドはそのお返しに『SUPER CANDIES』が演奏される。
シングル曲コーナーの後半になり、『ハートのエースが出てこない』、『その気にさせないで』、『危い土曜日』を披露。3人は、ファンに向けて「皆さんが1位にして下さった曲『微笑がえし』、心を込めて歌います。聴いて下さい」と告げた。観客席から割れんばかりの拍手が巻き起こり、同曲を披露。そして『年下の男の子』、『やさしい悪魔』、『暑中お見舞い申し上げます』が続き、シングル曲コーナーが終了。
コンサート名物である、客席を煽りまくる『Dancing Jumping Love』が約10分間に渡り披露された。先述の『早春譜』の収録曲『あこがれ』が静かに歌われた後、涙ぐむ3人に観客席から熱い“キャンディーズ・コール”が起きる。ランのラストMCに続いて、ミキ、スーもそれぞれファンへ向けてラストメッセージが伝えられる。最終盤3人は「最後はやはりこの曲」と紹介し、『つばさ』が「ファイナルカーニバル」のラストを飾った。間奏でランの語りに続いて、3人は声を合わせて観客席に向かって「本当に私たちは幸せでした」の言葉を発した。
歌唱後3人は嗚咽しながら肩を抱き合いステージから姿を消したが、観客による“キャンディーズ・コール”は止まらなかった。その後場内に流れた「キャンディーズはもうここにはいません」というアナウンスで、ようやく観客たちは会場を後にした。こうしてキャンディーズは約4時間に渡る公演を完走し、後楽園球場でのコンサートは女性アイドルグループ初のスタジアムコンサートとなった。

### その他「ファイナルカーニバル」に関して
「ファイナルカーニバル」の披露曲は、キャンディーズとマネジャーの大里洋吉の話し合いによって選ばれた。
先述の通りオープニングでは洋楽カバーが歌われたが、当時の歌手の引退公演でカバー曲から始まることはかなり珍しかった。ただしキャンディーズのコンサートでは以前から洋楽カバーで幕を上げるのが通例だった。
上記についてキャンディーズの大ファンである佐野史郎は、以下のように語っている。「元々彼女たちが所属するナベプロでは、ザ・ピーナッツも洋楽カバーで実力を磨いていた。キャンディーズも洋楽カバーを血肉になるまで練習したことで、他のステージでもロックやソウルを歌いこなすことができたのだと思います」。
全国縦断コンサート「ありがとうカーニバル」公演直前の1週間、キャンディーズやMMPたちは嬬恋村(群馬県)で合宿をして徹底的に練習した。午前中は、ランニングをして長時間のコンサートを乗り切るための体力をつけた。昼食後から夕食までの8時間は、「ファイナルカーニバル」当日に披露する歌の練習をバンドと共に何度も繰り返した。
MMPの西は、「解散コンサートが成功したのは“全キャン連”を中心としたファンの存在が大きかった」と評している。加えて西は後年、「キャンディーズの解散宣言の前と後では、コンサートの観客の雰囲気が大きく変わるのを肌で感じたと回想している。
「ファイナルカーニバル」当日の球場の外には、チケットを入手できなかったファンが「少しでもキャンディーズの近くにいたい」、「コンサートの雰囲気だけでも味わおう」などの理由から数多く集まった。
当日の舞台セットはビル2階ぐらいの高さがあり、MMPはさらにその上のスペースで演奏した。
上記の大きなステージだったことから、リハーサルでは演奏と歌のタイミングを合わせるのに一番苦労した。当時はマイクと音響機器を長いケーブルで繋いでいたため、機器と歌手の距離が遠くなるほど演奏とのズレが生じた。結局本番は、バッグバンドはキャンディーズの振付けに合わせて演奏し、彼女たちはスピーカーから流れる演奏を聞いて修整することでズレをなくした。
当日は、「ファイナルカーニバル」のために作られたキャンディーズの豪華な衣装の数々も見所だった。また、いくつかの衣装チェンジでは歌舞伎の早変わりのような演出で行われたことも、ファンを喜ばせた。
当日は晴天だったが4月初旬で風が吹いていたこともあり、日が暮れてからは徐々に寒くなっていった。
佐野によると、このコンサートの模様を録音したものが当日の夜のラジオ番組で放送されたとのこと。
キャンディーズ解散後、彼女たちとマネジャーの大里の招待で、「ファイナルカーニバル」の関係者全員でタイ旅行をした。
解散コンサートから30年経った2008年4月4日、JCBホール(現:TOKYO DOME CITY HALL)においてファン主催のイベント「全国キャンディーズ連盟2008大同窓会」が開催された。同イベントでは「ファイナルカーニバル」当時のフイルムに合わせてMMPが生演奏し、集結した約2000人のファンを熱狂させた。

## 収録曲

### オリジナル盤
- Disk 1・2とも全編曲：渡辺茂樹、演奏：MMP（ミュージック・メイツ・プレイヤーズ）

#### Disk 1 / Side-A
1. OPEN SESAME（Tape SE）
  - 作詞・作曲：R. Bell・Kool & The Gang、歌唱：MMP
  - オリジナル歌唱：Kool & The Gang
2. JUPITER
  - 作詞・作曲：M. White・V. White・L. Dunn・P. Bailey
  - オリジナル歌唱：Earth, Wind & Fire
3. DO IT (USE YOUR MIND)
  - 作詞：S. Ferguson、作曲：Y. Soryo
  - オリジナル歌唱：The Three Degrees
4. PLAY THAT FUNKY MUSIC
  - 作詞・作曲：R. Parissi
  - オリジナル歌唱：Wild Cherry
5. FANTASY
  - 作詞・作曲：M. White・E. del Barrio・V. White
  - オリジナル歌唱：Earth, Wind & Fire
6. GOING IN CIRCLES
  - 作詞・作曲：T. Myers・Jaiananda
  - オリジナル歌唱：Three Dog Night
  - 間奏はキング・クリムゾンのEpitaphからの引用。

#### Disk 1 / Side-B
1. ラン・スー・ミキ（MC）
2. キャンディーズ
3. 恋のあやつり人形
4. ハート泥棒
5. キャンディ・ツイスト
6. IT'S VAIN TRY TO LOVE YOU AGAIN
7. 買い物ブギ
8. アンティック ドール
9. 午前零時の湘南道路

#### Disk 2 / Side-A
1. さようならの言葉（MC）
2. SUPER CANDIES
  - 作詞：森雪之丞、作曲：新田一郎、歌唱：MMP
3. ハートのエースが出てこない
4. その気にさせないで
5. 危い土曜日
6. アン・ドゥ・トロワ
7. わな
8. 哀愁のシンフォニー
9. 悲しきためいき

#### Disk 2 / Side-B
1. 微笑がえし
2. 年下の男の子
3. 春一番
4. ダンシィング・ジャンピング・ラブ
5. つばさ

#### Disk 3 / Side-A
1. 微笑がえし（シングル・ヴァージョン）
  - ラスト・シングル。
2. インスピレーション・ゲーム
  - 作詞：阿木燿子、作曲・編曲：穂口雄右
3. 100%ピュア・レディ
  - 作詞：島武実、作曲・編曲：穂口雄右
  - 16thシングル「わな」のB面曲。
4. わな（シングル・ヴァージョン）
  - 16thシングル。
5. かーてん・こーる
  - 作詞：阿木燿子、作曲・編曲：穂口雄右
  - ラスト・シングル「微笑がえし」のB面曲。
6. グッド・バイ・タイムス
  - 作詞・阿木燿子、作曲・編曲：穂口雄右
  - 後に「つばさ」のB面としてリカットされた。

#### Disk 3 / Side-B
1. さよならキャンディーズ
  - 作詞：松兼功、作曲・編曲：渡辺茂樹、歌唱：MMP
2. STOP!
  - 作詞：藤村美樹、作曲：藤村美樹・西慎嗣、編曲：MMP
3. いけない人
  - 作詞：田中好子、作曲：田中好子・渡辺茂樹、編曲：渡辺茂樹
4. へそ曲がり
  - 作詞：伊藤蘭、作曲：伊藤蘭・渡辺茂樹、編曲：渡辺茂樹
5. SEXY
  - 作詞：藤村美樹、作曲：藤村美樹・渡辺直樹、編曲：渡辺直樹
6. 土曜日の夜
  - 作詞：田中好子、作曲：田中好子・西慎嗣、編曲：穂口雄右

- M-2〜6はラスト・アルバム『早春譜』（1978.3.21）から外れた作品である。
- 特記以外の作詞・作曲・編曲者はリンク先を参照されたい。

※ LP盤・音楽テープではMCはクレジット（カウント）されていなかったが、CD化の際には独立してカウントされている。

### キャンディーズ・タイムカプセル盤

#### Disc 1
1. OPEN SESAME
2. JUPITER
3. DO IT (USE YOUR MIND)
4. PLAY THAT FUNKY MUSIC
5. FANTASY
6. GOING IN CIRCLES
7. ラン・スー・ミキ
8. キャンディーズ
9. 恋のあやつり人形
10. ハート泥棒
11. キャンディ・ツイスト
12. IT'S VAIN TRY TO LOVE YOU AGAIN
13. 買い物ブギ
14. アンティック ドール
15. 午前零時の湘南道路

#### Disc 2
1. さようならの言葉
2. SUPER CANDIES
3. ハートのエースが出てこない
4. その気にさせないで
5. 危い土曜日
6. アン・ドゥ・トロワ
7. わな
8. 哀愁のシンフォニー
9. 悲しきためいき
10. 微笑がえし
11. 年下の男の子
12. 春一番
13. ダンシィング・ジャンピング・ラブ
14. つばさ

#### Disc 3
1. 微笑がえし（シングル・ヴァージョン）
2. インスピレーション・ゲーム
3. 100%ピュア・レディ
4. わな（シングル・ヴァージョン）
5. かーてん・こーる
6. グッド・バイ・タイムス
7. さよならキャンディーズ
8. STOP!
9. いけない人
10. へそ曲がり
11. SEXY
12. 土曜日の夜
13. かーてん・こーる（ミュージック・テープ・ミックス）（ボーナス・トラック、初CD化。アウトロがフェード・アウトでなくカット・アウト（ブツ切り）である）
14. わな（オリジナル・カラオケ／メロディー&コーラス入り）（ボーナス・トラック、初CD化）
15. わな（オリジナル・カラオケ／純カラオケ）（ボーナス・トラック、初CD化）
16. 微笑がえし（オリジナル・カラオケ／メロディー&コーラス入り）（ボーナス・トラック、初CD化）
17. 微笑がえし（オリジナル・カラオケ／コーラス入り）（ボーナス・トラック）
18. 微笑がえし（オリジナル・カラオケ／純カラオケ）（ボーナス・トラック、初CD化）